# 2004년 팬아랍 게임
2004년 팬아랍 게임은 2004년 9월 24일부터 10월 10일까지 알제리 인민 민주 공화국의 알제에서 열린 대회이다. 이번 대회에서는 사상 처음으로 아랍 연맹의 전 회원국수인 22개국이 참가하였으며, 경기종목수는 26종목이었다.
원래 이 대회는 지난 대회에서 4년 주기가 되는 2003년에 개최될 에정이었으나 2003년 부메르데 지진의 여파로 1년 연기되었다.

## 참가국
총 22개 국가가 참가하였으며 이들 국가는 모두 아랍 연맹 회원국이기도 하다.
| - 알제리 - 바레인 - 코모로 - 지부티 - 이집트 - 이라크 | - 요르단 - 쿠웨이트 - 레바논 - 리비아 - 모리타니 - 모로코 | - 오만 - 팔레스타인 - 카타르 - 사우디아라비아 - 소말리아 - 수단 | - 시리아 - 튀니지 - 아랍에미리트 - 예멘 |

## 메달 집계
| 순위 | 국가           | 금메달 | 은메달 | 동메달 | 합계 |
| ---- | -------------- | ------ | ------ | ------ | ---- |
| 1    | 알제리         | 91     | 89     | 87     | 171  |
| 2    | 이집트         | 81     | 52     | 49     | 127  |
| 3    | 튀니지         | 46     | 39     | 47     | 132  |
| 4    | 시리아         | 24     | 30     | 36     | 90   |
| 5    | 모로코         | 21     | 38     | 41     | 100  |
| 6    | 사우디아라비아 | 16     | 20     | 18     | 54   |
| 7    | 이라크         | 13     | 24     | 34     | 71   |
| 8    | 요르단         | 11     | 19     | 31     | 61   |
| 9    | 리비아         | 5      | 2      | 3      | 10   |
| 10   | 아랍에미리트   | 4      | 5      | 10     | 19   |
| 11   | 쿠웨이트       | 3      | 6      | 18     | 27   |
| 12   | 카타르         | 3      | 5      | 18     | 26   |
| 13   | 레바논         | 3      | 3      | 5      | 11   |
| 14   | 예멘           | 3      | 1      | 4      | 8    |
| 15   | 수단           | 2      | 6      | 3      | 11   |
| 16   | 바레인         | 2      | 1      | 3      | 6    |
| 17   | 팔레스타인     | 0      | 1      | 1      | 2    |
| 18   | 오만           | 0      | 1      | 0      | 1    |